# یک داستان واقعی
یک داستان واقعی فیلمی به کارگردانی ابوالفضل جلیلی است. این فیلم سرگذشت پسری بیمار را روایت می‌کند.

## داستان
جلیلی بیش از سه ماه برای یافتن پسربچه‌ای برای فیلم جدیدش جستجو می‌کند و سرانجام صمد، کارگر ۱۵ سالهٔ یک نانوایی را چهرهٔ مطلوب خود می‌بیند. وقتی مهدی اسدی، دستیارش را به سراغ او می‌فرستد متوجه اخراج او از نانوایی می‌شود. پس به محل زندگی پسربچه می‌رود و نظر او را برای بازی در فیلم جلب می‌کند. اما بعداً متوجه می‌شود که او بیمار است؛ به این ترتیب کار خود را رها می‌کند و در پی درمان بیماری او برمی‌آید.

## مشخصات
این فیلم ۹۰ دقیقه‌ای، در سال ۱۳۷۴ ساخته شده و عوامل آن از جمله ابوالفضل جلیلی و مهدی اسدی در نقش خودشان بازی می‌کنند.
ژان لوک گدار کارگردانی که موج نوی فرانسه را پایه‌گذاری کرد در جشنواره کن ۱۹۹۶ وقتی خبرنگار لوموند فرانسه از او دربارهٔ فیلم سینمایی یک داستان واقعی ساخته ابوالفضل جلیلی می‌پرسد او می‌گوید: ژان لوک گدار: فیلم یک داستان واقعی یک قدم جلوتر از هنر حرکت می‌کند.